# 博多大丸
株式会社博多大丸（はかただいまる、英: The Hakata Daimaru, Inc.）は、福岡県福岡市中央区天神で百貨店を運営するJ.フロント リテイリンググループの企業。旧大丸の地方子会社の一つ。単独で日本百貨店協会に加盟している。
またここでは併せて、長崎店をかつて運営していた、岡政（おかまさ）と株式会社長崎大丸（ながさきだいまる）についても説明する。

## 沿革
長崎店の歴史については、一部閉店発表を出典とする。
- 1854年（安政元年） - 長崎で徳島屋創業[3]
- 1903年（明治36年） - 徳島屋、現大丸の地に移転[要出典]
- 1934年（昭和9年） - 徳島屋、株式会社岡政として法人化し、百貨店を開業[3]
- 1952年（昭和27年）10月28日 - 資本金3000万円で株式会社博多大丸設立[1]
- 1953年（昭和28年）6月15日 - 博多大丸、福岡市呉服町（現：博多区）で開業[4]。
- 1969年（昭和44年）2月16日 - 大丸が岡政と資本提携関係し、大丸が株式の70%を取得[5]
- 1975年（昭和50年）11月7日[6] - 博多大丸、中央区天神の西日本新聞会館に移転開業[7]。店名を「大丸福岡天神店」[広報 1]とする
移転後の旧店舗は「エレデ博多寿屋」となったが、寿屋倒産前に建物老朽化で閉店した[要出典]。
- 1987年（昭和62年）11月20日 - 資本金3000万円で株式会社長崎大丸設立[8]
- 1988年（昭和63年） 
  - 岡政閉店
  - 9月 - 株式会社岡政の営業権を譲受し、株式会社長崎大丸として営業開始[8]。
- 1997年（平成9年）3月 - 福岡・天神店東館エルガーラ開業[9]
- 2003年（平成15年）3月 - 博多大丸が長崎大丸を合併[9]
- 2011年（平成23年）7月31日 - 長崎店を閉店[10]
- 2014年（平成26年） - 長崎店跡地にハマクロス411開業[11]

## 店舗概要

### 福岡天神店
1953年（昭和28年）6月15日に福岡市の商都・博多呉服町の交差点南東角に立つ東邦生命ビル（現呉服町ビジネスセンタービルの辺り）で開業した。店舗所在地が天神であるにもかかわらず、社名が現在でも「博多大丸」となっているのはこのためである。開店させた当初は博多駅からも近い場所にあったが、博多駅が南へ300m離れて現在の場所に移転してからは客足も遠のいていった。ビルの低層に博多大丸が入居し、高層階に博多帝国ホテルが入居していた。
1975年（昭和50年）、西日本新聞社が天神地区の本社を商業施設とオフィスの兼業ビル「西日本渡辺ビル」に建て替えた際、その下層階に移転した。
移転当初は天神地下街とはつながっておらず苦戦したが、専用の通路が完成して以降はテレビショッピングを通じてTNCテレビ西日本との関係も強め、福岡市における高級百貨店としての地位を確立した。ただ、近年ジャパネットたかたや福岡県内に本社を置くトーカ堂などが進出したこともあり、TNCでの放送は無くなっている。
1997年3月には、東隣の再開発地区に完成したエルガーラに核テナントとして入居し東館とした。
神戸以西では大丸グループ最大の店舗であり、大丸本体が松坂屋と経営統合したことによるJ.フロント リテイリング社発足に際しては、九州地区の重要拠点として位置づけられている。
このため、経営統合に浮揚のきっかけをつかもうとしていた。しかし、天神のメインストリート渡辺通りの向かい側にある福岡三越と、地元老舗の岩田屋を完全子会社化した伊勢丹が、2009年に「三越伊勢丹ホールディングス」として経営統合し、連合を組んだ。更に、2010年10月1日には三越伊勢丹HDSの完全子会社として、新たに岩田屋三越が発足、岩田屋と三越が完全にタッグを組む形となった。このため、天神地区では、渡辺通りを挟んで2大デパート資本が激突する事態となった。

さらには、2011年3月のJR博多シティが開業し、九州新幹線全線開業を機に核テナントとしてエイチ・ツー・オー リテイリング傘下の博多阪急（阪急百貨店）が参入した。
福岡市内では他に、福岡空港国内線ターミナルビルにてエアポートショップを展開している。

### 長崎店

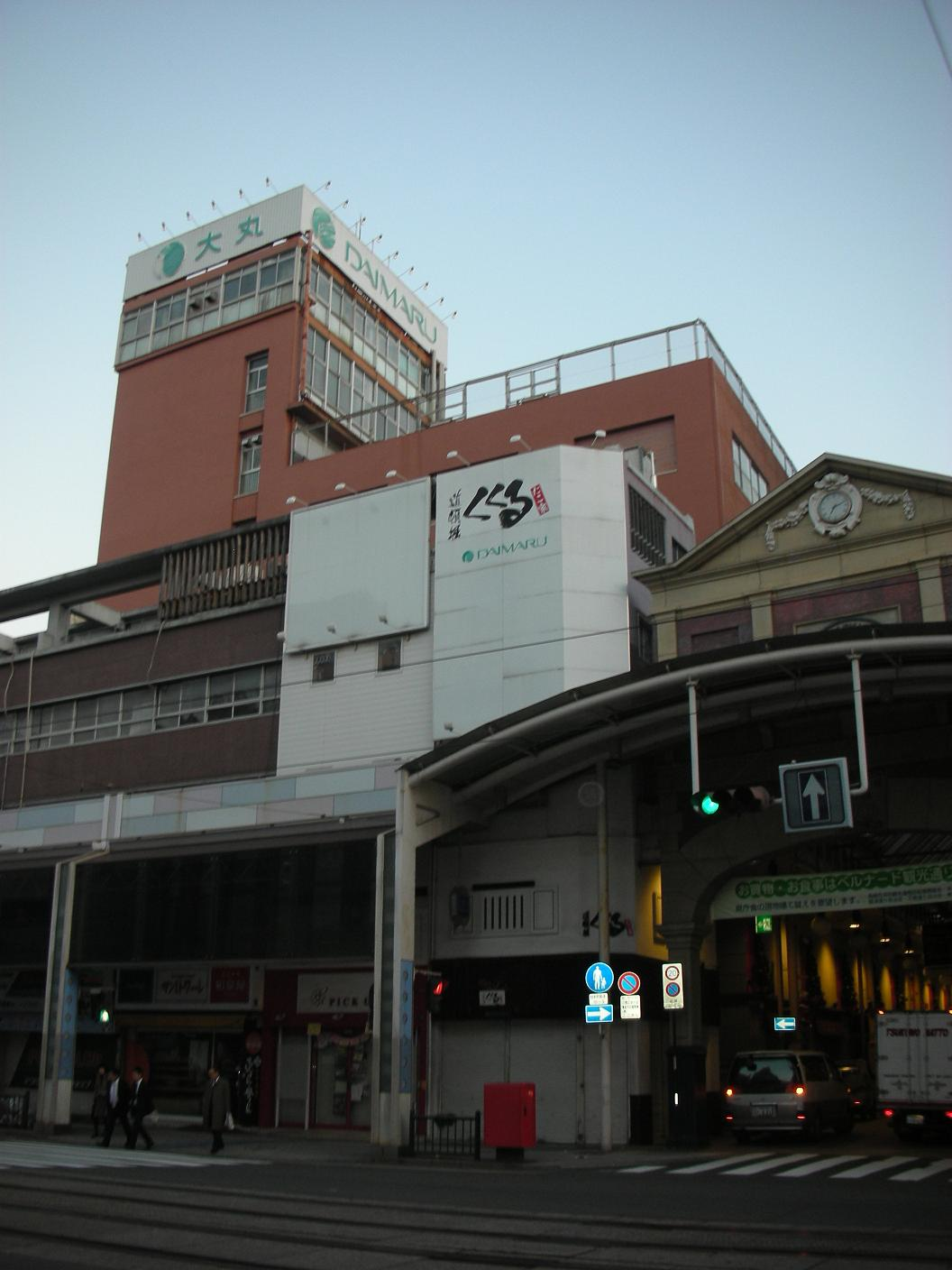
長崎店

長崎店は、元は戦前から続く地元百貨店の「岡政」であった。
岡政は1854年（安政元年）、岡部徳太郎により長崎市古町に唐物を扱う異国交易商「徳島屋」として創業した。
徳太郎の子、政太郎の代の1894年（明治27年）には呉服や太物を扱う小売呉服部を開設し、1903年（明治36年）に現在の長崎大丸の地である東浜町（現：浜町）に進出して「岡政呉服店」に改称。
更に1920年（大正9年）には洋品雑貨部を開設、1925年（大正14年）には食料品部を開設していった。
また、1873、4年頃、岡政の向かいの地である現在の浜せんハヤシダの場所に、岡部徳太郎の妹婿、野瀬治兵衛が「岡部呉服店」を興した。
治兵衛の子、忠太郎の代になると、市民の間では岡政呉服店は通称「岡政（西角）」、岡部呉服店は「岡忠（東角）」と呼ばれていた。
1931年（昭和6年）には家具部を設けて拡大し、更に3年後の1934年（昭和9年）2月11日、政太郎の婿養子、伊藤實はそれまでの建物を壊して、木造3階、一部4階建てを新築し、長崎で最初のエレベーターを設置。
岡政の各部門及び岡部呉服店を吸収統合して、5月22日に長崎最初の百貨店「株式会社岡政」を設立し「岡政百貨店」（資本金50万円）を開店する。
これは、元々近代的な百貨店経営を企画していたことと、同年3月25日から5月23日に行われる国際産業観光博覧会を前に、当時の市長、草間秀雄からの強い要請を受けてのことであった。
当初、政太郎は自分が建てた呉服店の店舗を取壊すことと、デパートという未知の存在に対しての不安から反対していたが、實の説得の末に承知する。
1937年（昭和12年）12月、横浜正金銀行上海支店4階に上海出張所を開設し、翌年7月には上海市北四川路に店舗を設置して1945年（昭和20年）8月の終戦時まで営業を続ける。
太平洋戦争中は、男子社員が召集を受け次々と出征し、更に物資不足と切符制の影響で開店休業中だった。
原爆投下の時には別館が倒壊し、本館4階部分が大きな被害を受けた。
戦後は当局からの依頼で、浜屋（後に岩田屋と資本提携）などと共に、衣料品と引き換えに食品を主とした物品の交換コーナーを開設する。
当時は闇市の横行で、統制価格が無視されていたが百貨店法の規制もあって百貨店はヤミ販売もできず、復興を待ち続けていた。
やがて、1947年（昭和22年）に百貨店法が、1949年（昭和24年）には衣料配給統制が廃止され、更に翌年の朝鮮特需により、売り上げは好調に伸びていった。
1952年（昭和27年）、岡政友の会の前身「ちぐさ会」を結成。
1954年（昭和29年）、第一期増築工事を行い、鉄筋コンクリート6階建て、一部9階建ての、当時の市内では最高の建造物となる。
更に1960年（昭和35年）の第二期増築工事では、北側に地下1階、地上8階の建物を増設し、この南北2つを合わせた物が長崎大丸の建物となっている。
1976年（昭和51年）、ランプをつけ、外装を赤レンガ造りの欧風調にした大改装を行っている。
この間の1956年（昭和31年）5月、新百貨店法が成立し、再び百貨店の営業活動が規制され、長崎市内の小売業界は競争が激化していった。
1958年（昭和33年）、實は息子の弘に、「人材不足の岡政には外部からの人材が必要だ」と告げ、翌年死去。
實は当時の大丸の社長、北沢敬二郎に相談をし人材を受け入れて以来、出資の80%を大丸が保有しており、岡政と大丸との結びつきは強く、岡政社長となった弘も父親の遺志を継いで、1962年（昭和37年）7月、北沢に資本提携と人材強化を申し入れている。
1969年（昭和44年）3月には大丸と提携しその系列に入り、高知大丸を成功させた小山茂三郎が大丸から出向して岡政社長に就任し、弘は会長となる。
大丸の系列に入った後も、浜屋や佐世保を拠点とする佐世保玉屋の長崎支店（長崎玉屋）との激しい競争や、1982年（昭和57年）7月23日の長崎大水害で本館の地階食品売場と1階が冠水し多額の損害が出たことなどから経営は苦しくなっていた。
そのため、1987年（昭和62年）11月6日、大丸本社が岡政を従来の統合型百貨店から呉服、和装、家具、子供玩具などの取り扱いをやめてファッション中心の専門型百貨店「長崎大丸」として再生させることを内外に発表し、同年11月20日、岡政100%出資の子会社・株式会社長崎大丸を設置。
翌1987年（昭和62年）7月31日17時30分、岡政としての営業を閉じて営業権の全てを大丸に譲渡し、8月31日に株式会社岡政は解散。
9月1日からは長崎大丸として再出発した。
2003年（平成15年）3月に博多大丸に吸収され「博多大丸・長崎店」となった。
その後も、大丸、長崎玉屋、浜屋の3つが、郊外型大型店などと少ないパイを奪い合う状況が続き、大丸長崎店の売り上げは低迷していた。
このため、J.フロントリテイリングは2011年（平成23年）1月24日、長崎店の閉店を発表し、7月31日をもって営業を終了した。
閉店後の跡地には、博多大丸の自社開発で商業系ビルの建設が発表され、2014年（平成26年）9月に複合商業施設｢ハマクロス411｣がオープンした。

#### ロゴマーク
工匠の使う曲尺を表した「⏋」と業祖・岡部の頭文字「ヲ」を組み合わせた「ヲ⏋」。岡部の家憲であった「営業は尺度の如く正しく、確実に。しかもその名を辱めざるよう努めよ。」の精神を結集させてできた商標である。

#### でっちー
大丸の創業者・下村彦右衛門をモデルにし、行商の丁稚の姿をかたどったイメージキャラクター。1983年、岡政創業130年を記念して、浜市アーケード側の正面玄関に高さ約50cmのブロンズ像「働く人」が建てられ、公募により「政どん」の愛称がつけられた。像の下の台座には、大丸の根本理念である「先義後利」の文字が刻まれている。長崎大丸になってからは屋上の隅に移設されていたが、2011年3月1日に元の位置に戻された。3月18日より、東日本大震災のチャリティーグッズとして政どんのキャラクターグッズが随時発売されており、キャラクターを押し出したテレビコマーシャルや着ぐるみでの販促も行われていた。グッズ開発と閉店に向けた販促企画及び、期間限定の公式Twitterでのツイートは、各階フロアから選ばれた若手スタッフから成る「長崎ネタプロジェクト (NNP)」のメンバーが行っていた。ブロンズ像は、長崎大丸営業終了後の8月10日、大丸の前に位置する老舗菓子店「梅月堂」本店に丁稚奉公という形で移設され、公称も「でっちー」と改められた。